# Emiliano Sala
Pour les articles homonymes, voir Sala.
Sala  Taffarel est un nom espagnol. Le premier nom de famille, en général paternel, est Sala ; le second, en général maternel, souvent omis, est Taffarel.
Emiliano Sala, né le 31 octobre 1990 à Cululú et mort accidentellement le 21 janvier 2019 au nord de Guernesey, est un footballeur argentino-italien ayant évolué au poste d'attaquant.
Formé par les Girondins de Bordeaux à partir de 2005 en Argentine puis en France en 2010, il débute comme professionnel en 2012 en National puis en Ligue 2 l'année suivante. En 2015, il est prêté six mois au SM Caen en Ligue 1 avant de signer au FC Nantes où il s'impose comme avant-centre. En début de saison 2018-2019, il est même l'un des meilleurs buteurs d'Europe.
Le 19 janvier 2019, il est officiellement transféré à Cardiff City. Deux jours après, il disparaît en vol entre Nantes et Cardiff à bord d'un avion Piper Malibu aux mains du pilote privé Dave Ibbotson. Après des semaines d'incertitude, l'épave de son avion est retrouvée par 67 mètres de fond dans la Manche. Son corps est remonté et identifié le 7 février 2019.
En 2023, sur ordre de la FIFA, le club de Cardiff finit par payer les 17 millions d'euros du transfert, mais réclame 120 millions d'euros de dommages et intérêts au FC Nantes en invoquant sa responsabilité dans l'accident.

## Biographie

### Carrière en club

#### Formation en Argentine et à Bordeaux
Emiliano Raúl Sala Taffarel naît le 31 octobre 1990 à Cululú dans la province de Santa Fe en Argentine. Il grandit à Progreso (es) où il joue au football de 4 à 15 ans au Club San Martín (es). Il intègre ensuite le centre de formation Proyecto Crecer, filiale des Girondins de Bordeaux à San Francisco (Argentine). En 2009, il fait un bref passage au Futebol Clube do Crato (pt) au Portugal (un match de pré-saison pour deux buts inscrits) mais il doit revenir en Argentine pour des raisons personnelles. Mi-2010, il arrive en France et intègre la réserve des Girondins de Bordeaux afin d'y poursuivre sa formation.

#### Une succession de prêts comme apprentissage
Il est prêté à l'US Orléans en National durant la saison 2012-2013 afin d'engranger de l'expérience. Il finit deuxième meilleur buteur ex æquo du championnat avec 19 buts au compteur en 37 matchs. Le club d'Orléans termine huitième du championnat, à quatre points du podium.
Emiliano Sala est de nouveau prêté la saison suivante mais à un échelon supérieur, en rejoignant le club des Chamois niortais en Ligue 2. Il est une des grosses révélations du championnat cette année-là puisqu'il ne marque pas moins de 21 buts toutes compétitions confondues (18 en Ligue 2 et 3 en Coupe de France). Il termine quatrième meilleur buteur ex æquo et le club termine cinquième, à six points du podium.
À son retour à Bordeaux, le nouvel entraîneur Willy Sagnol lui fait savoir qu'il compte sur lui pour la saison suivante. Mais malheureusement, barré par Cheick Diabaté et l'émergence du jeune Thomas Touré, il ne dispute que 12 matchs toutes compétitions confondues, pour quatre titularisations et un but inscrit. Fin janvier 2015, Emiliano Sala est prêté pour la phase retour au Stade Malherbe de Caen. Il ouvre son compteur but lors de sa première titularisation sous le maillot normand face au Paris SG, le 14 février 2015, dans le cadre de la 25e journée de championnat (score final 2-2). Une semaine plus tard, il inscrit un doublé lors de la 26e journée face au RC Lens (victoire malherbiste 4-1) puis, sur sa lancée, il égalise lors de la 27e journée au cours de la victoire 2-3 face à l'Olympique de Marseille. À la suite d'un accord passé entre les deux clubs, Sala ne dispute pas le match face aux Girondins lors de la 28e journée : sa dynamique s'en retrouve brisée, il ne retrouvera alors qu'une seule fois le chemin des filets et ne sera titulaire qu'à seulement quatre reprises sur les dix dernières confrontations de championnat.

#### Confirmation à Nantes

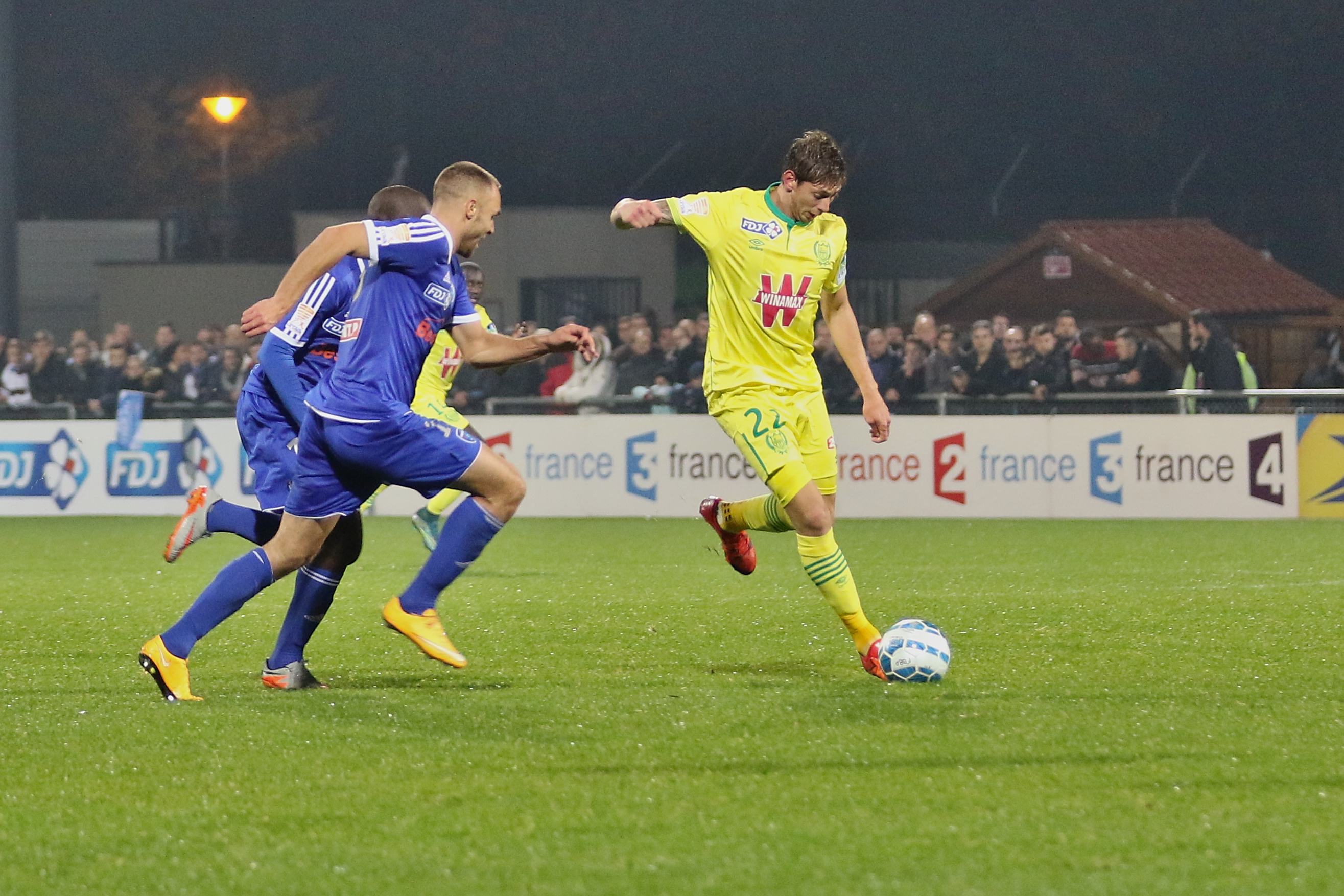
Emiliano Sala avec FC Nantes en Coupe de la Ligue, le 28 octobre 2015 face à Bourg-Péronnas.

Le 20 juillet 2015, Emiliano Sala signe pour une durée de cinq ans au FC Nantes ; le coût du transfert est estimé à 1 million d'euros. Il joue pour la première fois avec ses nouveaux partenaires en participant à la seconde mi-temps du match amical face au FC Lorient à La Baule le 22 juillet 2015 (victoire 4-1). Emiliano Sala marque son premier but sous le maillot nantais lors de la 17e journée de Ligue 1 à Ajaccio (1-1). Il finit la saison 2015-2016 meilleur buteur des Canaris avec six réalisations.
Lors de l'arrivée du nouvel entraîneur Sérgio Conceição en décembre 2016, Sala se démarque en marquant un doublé contre Montpellier (3-1) et qualifie son club en quarts de finale de Coupe de la Ligue. Il termine la saison à 15 buts sous les ordres du Portugais.
La saison suivante avec Claudio Ranieri, il devient l'indiscutable attaquant du FC Nantes et permet plusieurs fois à son club de remporter de précieuses victoires 1-0. S'il réalise 20 matchs de haut niveau dans la première partie de la saison, il finit moins bien en observant une longue disette s'accompagnant de la baisse de forme de son club, son compteur restant bloqué à 12 buts.
Au début de la saison 2018-2019, Sala est sur le départ. Il ne rentre pas dans les plans du nouvel entraîneur Miguel Cardoso, et le club serait disposé à le vendre contre une somme de plus de 10 millions d'euros. Nantes refuse une offre de prêt de Galatasaray et le joueur reste. Son début de saison est tonitruant avec 8 buts marqués en 10 matchs, soit un but toutes les 113 minutes. Il est même troisième au classement des meilleurs buteurs européens en championnat le 29 octobre 2018, après avoir inscrit un triplé face à Toulouse. Le 3 novembre 2018, il inscrit un doublé contre Guingamp, et obtient déjà un total de 10 buts en 12 matchs. Il est à ce moment-là de la saison le meilleur buteur argentin d'Europe (et le plus efficace), devant notamment Lionel Messi et Cristiano Ronaldo.
Le 11 novembre 2018, il permet à Nantes d'égaliser dans le derby face au Stade rennais, et devient le co-meilleur buteur d'Europe, à égalité avec Kylian Mbappé (11 buts). Le 12 novembre 2018, il est élu meilleur joueur du mois d'octobre de Ligue 1 grâce à ses quatre buts marqués.

#### Cardiff City
Le 19 janvier 2019, le FC Nantes officialise le transfert d'Emiliano Sala qui s'engage jusqu'en juin 2022 à Cardiff City, son salaire étant multiplié par 6 ou 7. Le montant du transfert est estimé à 15 millions de livres sterling, soit 17 millions d’euros, un record pour le club gallois (dépassant les 11 millions de livres sterling pour l'achat de Gary Medel en 2013) et dont la moitié revient à son club formateur des Girondins de Bordeaux.

### Mort dans un accident d'avion

#### Disparition en vol

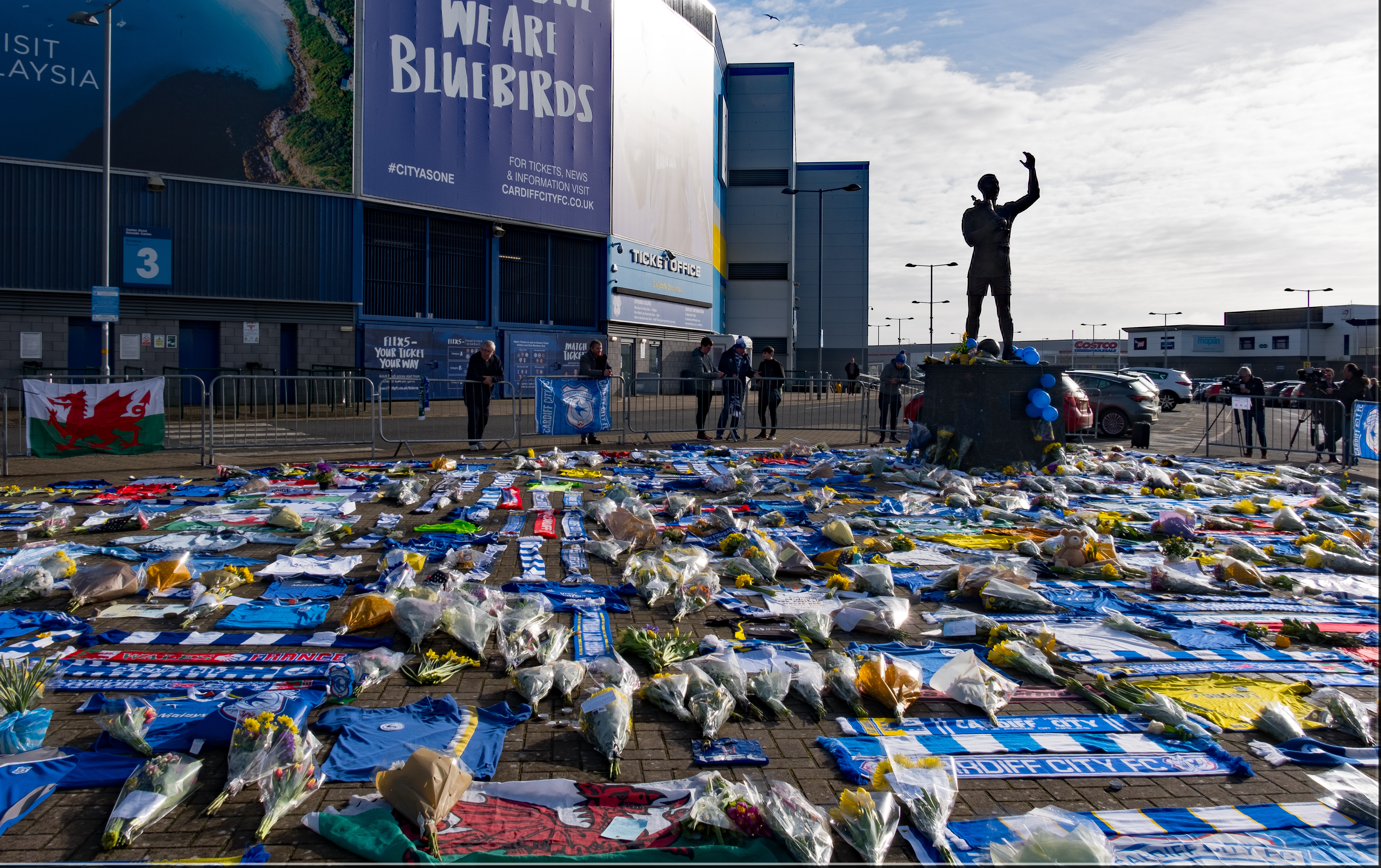
Chapelle ardente devant le Cardiff City Stadium à Cardiff.

Le 21 janvier 2019, l'avion de tourisme qui transporte Emiliano Sala de Nantes à Cardiff disparaît en vol au-dessus de la Manche. Le contrôle aérien perd sa trace à 2 300 pieds (700 m) en descente au nord de l'île de Guernesey, sans qu'aucun message de détresse n'ait été reçu.
L'avion, un monomoteur à hélice Piper PA-46-310P Malibu immatriculé N264DB aux États-Unis, a été affrété par un ancien agent écossais, Willie McKay, dont le fils avait été mandaté par le F.C. Nantes pour la vente d'Emiliano Sala. Il est piloté par David Andrew Ibbotson, un pilote privé anglais expérimenté de 59 ans.
Deux jours auparavant, il avait amené Emiliano Sala de Cardiff à Nantes après la signature de son contrat, pour récupérer des affaires personnelles et prendre congé de ses anciens coéquipiers. Emiliano Sala avait mal supporté ce vol en raison des turbulences et confié à Nicolas Pallois qui l'accompagnait à l'aéroport ne pas être très rassuré pour le vol de retour. Une fois monté à bord de l'avion, avant le décollage, il envoie un message vocal à des amis où il dit, sur le ton de la plaisanterie, être mort [de fatigue], avoir l'impression que l'avion allait tomber en morceaux et avoir peur de ne jamais arriver.
Des recherches sont entreprises le soir même par deux hélicoptères et plusieurs bateaux depuis Saint-Pierre-Port ne permettent pas de retrouver la moindre trace de l'avion disparu ou de ses occupants. Les recherches terrestres sur les îles et les côtes voisines ne donnent pas plus de résultats.
Le 24 janvier à 16 h 15, les chances de retrouver des survivants étant réduites à néant, la police de Guernesey (en) annonce l'arrêt des recherches aériennes. Cependant l'enquête menée par l'Air Accidents Investigation Branch (AAIB) se poursuit.
À la suite des nombreuses réactions de soutien et d'un appel aux dons qui a dépassé les 300 000 €, la famille du joueur disparu reprend des recherches privées le samedi 26 janvier, et fait appel à un navire spécialisé dans les recherches sous-marines équipé de sonar à balayage latéral.
Le 3 février 2019, celui-ci détecte une épave au fond de l'eau. Le véhicule sous-marin téléguidé d'un autre bateau, engagé par l'AAIB, permet d'identifier l'avion, dans lequel un corps est détecté. Le 7 février, l'AAIB annonce que le corps a été remonté, mais que l'avion n'a pas pu l'être en raison des conditions météo défavorables. Le corps est confié à la police du Dorset. En fin de soirée, celle-ci annonce qu'il s'agit d'Emiliano Sala. Il est mort sur le coup, sa tête et une partie de son torse furent arrachées lors de l'impact avec l'eau.
Dans un rapport publié le 14 août, l'AAIB révèle que les analyses toxicologiques du sang du passager ont montré un taux de 58 % de COHb (combinaison d'hémoglobine et de monoxyde de carbone) susceptible de provoquer une perte de conscience et même la mort. Le monoxyde de carbone est présent en quantité dans les gaz d'échappement des avions à moteur à pistons et s'il a pénétré dans la cabine (à cause d'une fuite du système de chauffage) il est probable qu'il ait aussi intoxiqué le pilote à un certain degré, ce qui a pu réduire ou annihiler ses capacités de pilotage. À la suite de ce rapport, l'un des avocats défendant la famille du joueur défunt demande la récupération de l'épave de l'avion, ce que l'AAIB continue à écarter.

#### Réactions
Dès le soir de la disparition d'Emiliano Sala, des supporters du FC Nantes se réunissent sur la place Royale pour manifester leur soutien au joueur et à sa famille.[réf. souhaitée]
Le 22 janvier, alors que les recherches sont encore en cours, le seizième de finale de Coupe de France entre l'Entente Sannois Saint-Gratien et le FC Nantes qui devait avoir lieu le lendemain 23 janvier, est repoussé de quelques jours.
Lors du match de Ligue 1 opposant Nantes à Saint-Étienne, un hommage est rendu au joueur par son ancien club, le jeu étant interrompu à la neuvième minute pour des applaudissements nourris.
Sa disparition intervient un an jour pour jour après celle de Philippe Gondet, meilleur buteur de l'histoire du FC Nantes, décédé le 21 janvier 2018. Le FC Nantes avait alors publié une affiche d'un homme de dos, portant le maillot no 9 de Gondet et donnant la main à un enfant portant celui de Sala.

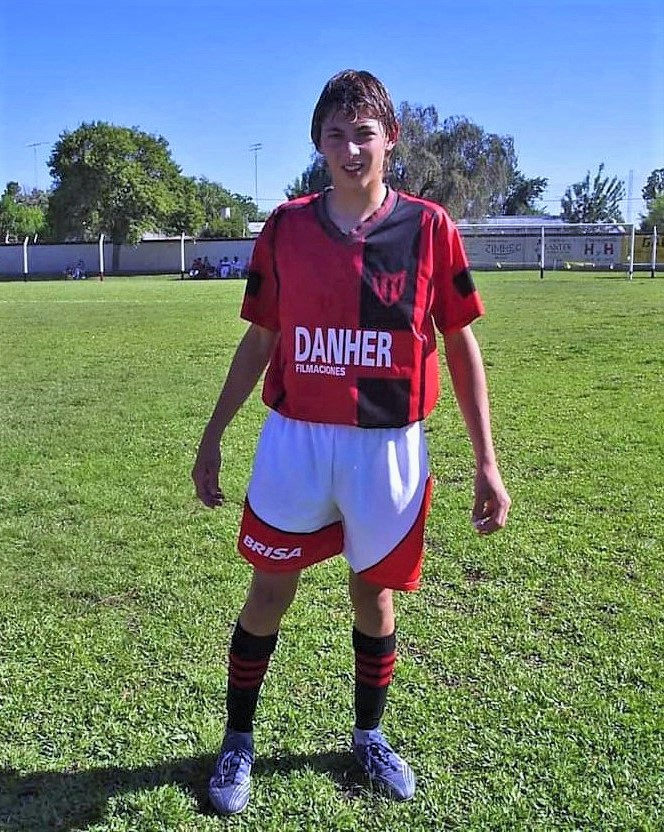
Emiliano Sala avec le maillot de Progreso.

Les obsèques d'Emiliano Sala ont lieu le 16 février 2019 en Argentine, en présence notamment de ses anciens coéquipiers Nicolas Pallois et Valentin Vada, de Loïc Morin, secrétaire général du FC Nantes, ainsi que de Neil Warnock et Ken Choo, respectivement entraîneur et directeur général de Cardiff City et Willie McKay, l'agent qui a négocié son transfert. Après une veillée funèbre dans son village de Progreso (es), il est incinéré à Santa Fe.
Trois mois après son fils, le père d'Emiliano, Horacio Sala, meurt d'une crise cardiaque à son domicile de Progreso (es) le 26 avril 2019, à 58 ans.
Le 26 janvier 2020, lors du match de Ligue 1 Nantes-Bordeaux, un hommage lui est rendu pour commémorer les un an de sa disparition. Lors de ce match, un hommage fut également organisé pour Philippe Gondet, disparu deux ans auparavant.[réf. souhaitée]

#### Paiement du transfert
D'après The Telegraph, Cardiff City envisagerait une action en justice à propos d'une éventuelle chaîne de négligences qui aurait pu conduire à l'accident. Le transfert ayant été officiellement enregistré auprès de la FIFA, le préjudice du club serait de l'ordre de 14 millions de livres, même après remboursements des assurances. Le premier des trois paiements prévu le 26 janvier, d'un montant de 6 millions d'euros (dont 50 % pour Bordeaux), dont la facture avait été émise dès le transfert enregistré, a été suspendu, le club se disant toutefois prêt à payer ce qu'il devra, une fois déterminées les responsabilités de l'accident.
Willie McKay affirme avoir organisé et payé neuf vols entre Cardiff et Nantes pour conclure le transfert de Sala, dont deux au profit de Neil Warnock, le manager de Cardiff City, et que ce club connaissait tous les détails du vol de Sala.
La FIFA, ayant été saisie par le F.C. Nantes mi-mars, a demandé à Cardiff de se prononcer avant le 15 avril 2019. Cardiff a fait savoir qu'il refusait de payer le transfert, arguant qu'il n'était pas définitif, le contrat du joueur n'ayant pas été inscrit en Premier League parce qu'il devait être amendé, et que Willie McKay, commanditaire du vol fatal, et son fils Mark, mandaté par Nantes, pouvaient avoir commis des négligences (s'il est confirmé que le pilote qui le transportait n'avait pas la licence appropriée), la responsabilité finale incombant au club qui les a mandatés.
Le FC Nantes réfute ces arguments, faisant valoir que le certificat international de transfert (CIT) établi auprès de la FIFA le 21 janvier à 17 h 30 (trois heures avant l'accident) fait foi de la réalité du transfert et que le mandat confié à Mark McKay ne concernait que la vente du joueur, en aucun cas l'organisation du vol.
Le 30 septembre 2019, la FIFA ordonne au club de Cardiff de payer comme réclamé par Nantes le premier versement de six millions d'euros dû dans le cadre de l'accord de transfert conclu le 19 janvier, comme elle devrait le faire par la suite pour les deux paiements restants. Le 2 octobre, Cardiff indique avoir fait appel de cette décision auprès du Tribunal arbitral du sport.
Le 28 janvier 2020, le Cardiff City FC dépose une plainte contre X à Nantes.
En décembre 2022, le club de Cardiff est sanctionné par la FIFA d’une interdiction de recrutement pendant trois mercatos, après le refus en août 2022 de l'appel du club par le Tribunal arbitral du sport, qui a estimé que le transfert de Sala a été « finalisé avant son décès ».[réf. souhaitée]
En janvier 2023, le club fait un premier versement de huit millions d'euros au FC Nantes. Mais, en mars, son président Vincent Tan déclare envisager de nouvelles poursuites envers Nantes et sa décision de porter l’affaire devant le Tribunal fédéral suisse et, en cas d'échec, de demander des dommages et intérêts devant les tribunaux français. Toutefois, en juillet 2023, le club annonce « Cardiff City a payé aujourd’hui les deuxième et troisième tranches de l’indemnité de transfert d’Emiliano Sala, comme l’a récemment ordonné la FIFA ».

#### Dommages et intérêts
En mai 2023, quatre ans après le décès d'Emiliano Sala, Cardiff City assigne le FC Nantes devant le tribunal de commerce de Nantes au titre d'indemnisation des préjudices subis du fait du crash. En avril 2024, le club gallois estime son préjudice à 120,2 millions d'euros, s'appuyant sur une étude selon laquelle avec Sala il aurait eu 54 % de chances de se maintenir en Premier League (en 2022-2023, le dernier de Premier League, Southampton, avait reçu plus de 148 millions d'euros).  

#### Hommages
Le lendemain de la confirmation du décès d'Emiliano Sala, le FC Nantes décide la suspension du numéro 9 en son hommage. Une minute de silence a lieu en sa mémoire lors des matches de la journée suivante de Ligue 1, de Premier League et des coupes européennes.
Un hommage lui est rendu à chaque 9e minute, au stade de la Beaujoire ainsi qu'aux matchs à l'extérieur du FC Nantes par des chants, des maillots tendus floqués à son nom ainsi que des drapeaux argentins.
En octobre 2019, un stade de football est inauguré en son hommage par ses proches. Il se situe à Progreso (es), ville où il a grandi, dans le département de Las Colonias de la province de Santa Fe en Argentine.
Le week-end du 16 au 18 juillet 2021, une coupe amicale a lieu pour lui rendre hommage, le "Challenge Emiliano Sala". Quatre clubs français où il est passé y participent : Chamois Niortais, FC Nantes, Girondins de Bordeaux et le SM Caen.

## Style de jeu
Emiliano Sala se définit comme un joueur qui peut prendre la profondeur mais aussi construire le jeu au milieu de terrain et arriver jusqu’à la surface en une-deux. Possédant un très bon jeu de tête c'est un joueur très combatif sur le terrain, comme beaucoup de joueurs sud-américains, ce qui se traduit chez lui par de longues courses vers l'avant, son omniprésence qui gêne les défenseurs et le gardien et sa capacité à défendre en zone d'attaque. Malgré un manque de justesse technique, cette combativité lui vaut l'admiration des supporters nantais qui le considèrent comme l'un des meilleurs attaquants du club des dix dernières années.

## Statistiques
| Saison                | Club                    | Championnat           | Championnat | Championnat | Coupe nationale | Coupe nationale | Coupe de la Ligue | Coupe de la Ligue | Total | Total |
| Saison                | Club                    | Division              | M.          | B.          | M.              | B.              | M.                | B.                | M.    | B.    |
| 2011-2012             | Girondins de Bordeaux   | Ligue 1               | -           | -           | 1               | 0               | -                 | -                 | 1     | 0     |
| 2012-2013             | US Orléans (prêt)       | National              | 37          | 18          | 2               | 0               | -                 | -                 | 39    | 18    |
| 2013-2014             | Chamois niortais (prêt) | Ligue 2               | 37          | 18          | 3               | 3               | 1                 | 0                 | 41    | 21    |
| 2014-2015             | Girondins de Bordeaux   | Ligue 1               | 11          | 1           | 1               | 0               | -                 | -                 | 12    | 1     |
| 2015                  | SM Caen (prêt)          | Ligue 1               | 13          | 5           | -               | -               | -                 | -                 | 13    | 5     |
| Sous-total            | Sous-total              | Sous-total            | 98          | 43          | 7               | 3               | 1                 | 0                 | 106   | 46    |
| 2015-2016             | FC Nantes               | Ligue 1               | 31          | 6           | 3               | 0               | 1                 | 0                 | 35    | 6     |
| 2016-2017             | FC Nantes               | Ligue 1               | 34          | 12          | 2               | 0               | 3                 | 3                 | 39    | 15    |
| 2017-2018             | FC Nantes               | Ligue 1               | 36          | 12          | 2               | 2               | -                 | -                 | 38    | 14    |
| 2018-2019             | FC Nantes               | Ligue 1               | 19          | 12          | 0               | 0               | 1                 | 2                 | 20    | 14    |
| Sous-total            | Sous-total              | Sous-total            | 120         | 42          | 7               | 2               | 6                 | 4                 | 133   | 48    |
| Total sur la carrière | Total sur la carrière   | Total sur la carrière | 218         | 85          | 14              | 5               | 7                 | 4                 | 239   | 94    |

## Palmarès

### Distinctions individuelles
- Joueur du mois de Ligue 1 en février 2015
- Joueur du mois de Ligue 1 en octobre 2018